# Axel Lundgren

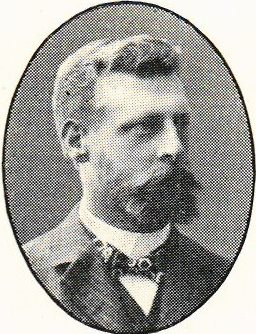
Axel Manfred Lundgren

Axel Manfred Lundgren, född 17 juli 1863 i Karlskrona, död 6 mars 1937 i Västervik, var en svensk psykiater. 
Lundgren blev student vid Lunds universitet 1882,  medicine kandidat 1888 och medicine licentiat 1893. Han var underläkare vid Lunds asyl samma år, biträdande läkare vid Piteå hospital och asyl 1893–99, vid Vadstena hospital och asyl 1899–1900 och vid Lunds hospital 1900–04, t.f. asylläkare vid Lunds asyl 1900–08, t.f. överläkare vid Piteå hospital och asyl 1904–08, överläkare vid Nyköpings hospital från 1908 och överläkare vid Västerviks hospital från 1914 (t.f. 1910).